# Glacera de Talèfre
La glacera de Talèfre és una glacera del Massís del Mont Blanc al departament de l'Alta Savoia, França. En la Petita Edat de Gel, confluïa amb la glacera de Leschaux, formant, amb la glacera del Tacul, la Mer de Glace. Però avui està separada d'aquest complex glacial i acaba cap als 2.300 metres d'altitud, a sota del refugi del Couvercle. Al centre del circ es troba un illot rocós, el Jardí de Talèfre, una autèntica illa vegetal tancada entre dues glaceres. Aquest pulmó verd enmig de l'auster entorn de gel i pedra de gran altitud ens mostra la voluntat de vida de prosperar en els entorns més hostils. Situat a més de 3.000 metres d'altitud, acull una vegetació única que ha après a sobreviure a les condicions extremes imposades per l'alta muntanya. Amb el pas del temps, les plantes han trobat maneres d'aprofitar el mínim raig de sol o la mínima gota d'aigua.

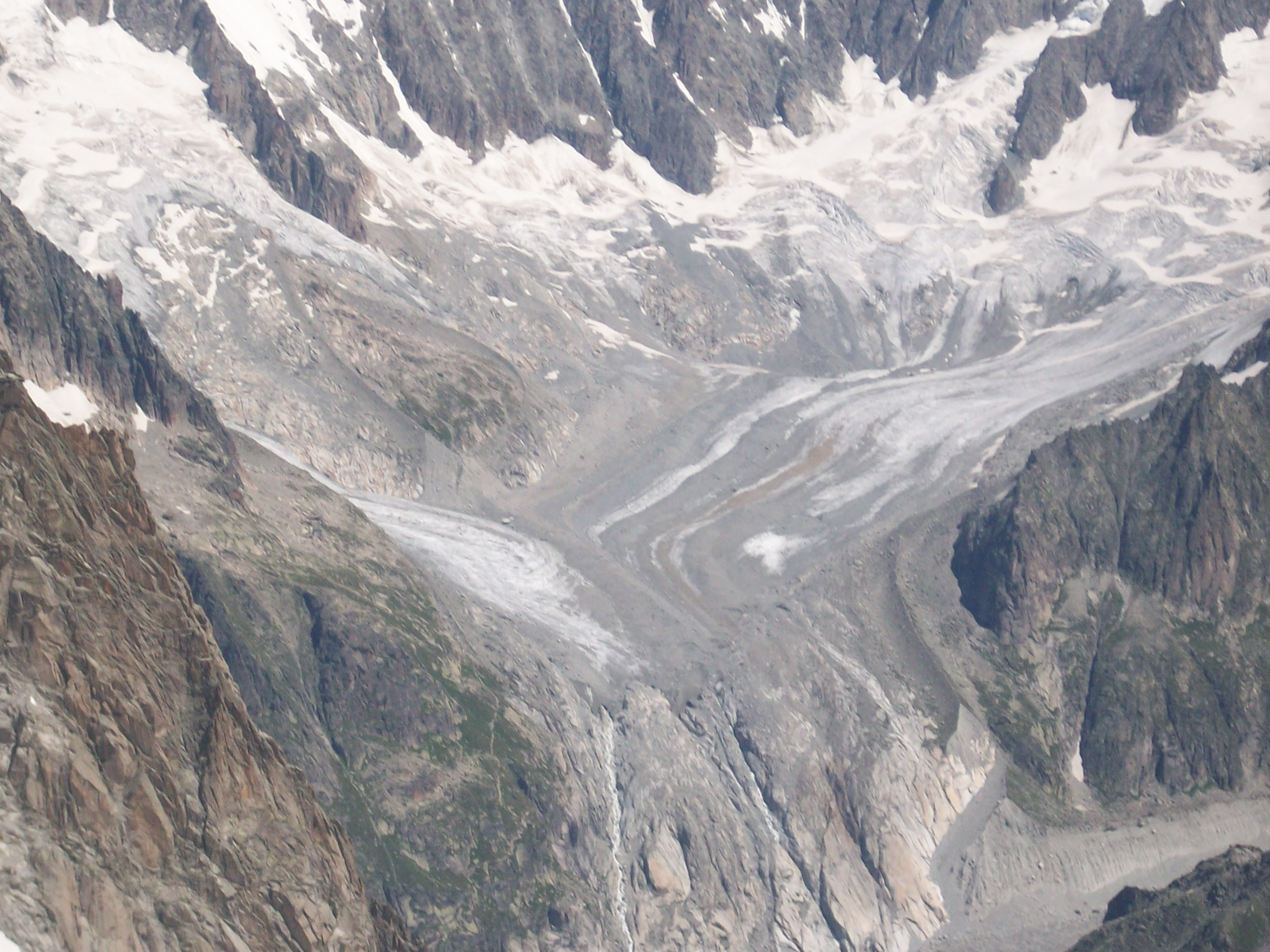
Vista de la part baixa de la glacera de Talèfre